# Орети (река)
Орети — одна из главных рек региона Саутленда, протекает на Южном острове Новой Зеландии. Длина реки составляет 170 километров. На протяжении большей части Орети располагаются гнездящиеся колонии Буллеровых чаек.
Верховья Орети находятся недалеко от озер Мавора между озером Те-Анау и озером Уакатипу. Река течёт на юг через равнину Саутленд до впадения в пролив Фово на юго-восточном конце Орети-Бич. На реке лежат города Ламсден и Уинтон, а также Инверкаргилл недалеко от устья реки.
Низовья Орети у города Инверкаргилл известны как Новая река. Иногда это название распространяется на всю реку.
В 1958 году гребной клуб Инверкаргилла переместился на Орети.